# Cleonymus balcanicus
Cleonymus balcanicus är en stekelart som beskrevs av Boucek 1972. Cleonymus balcanicus ingår i släktet Cleonymus och familjen puppglanssteklar.
Artens utbredningsområde är:
- Bulgarien.
- Grekland.

Inga underarter finns listade i Catalogue of Life.